# Etymologiae

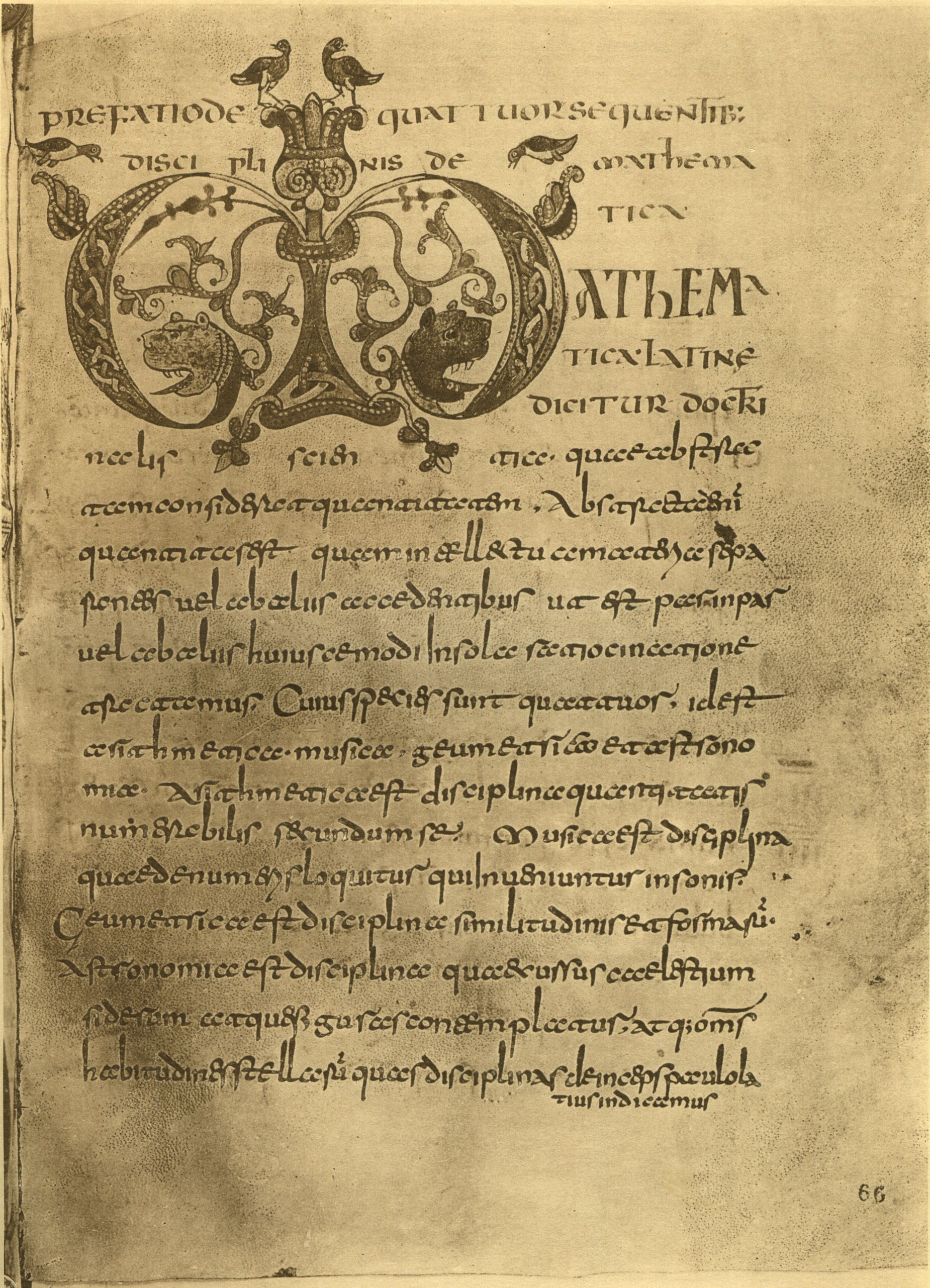
Die Etymologiae in der Handschrift Vercelli, Biblioteca capitolare, CCII, fol. 66r (9. Jahrhundert)

Die Etymologiae, auch Origines genannt (Abkürzung Orig.), sind eine in 20 Bücher gegliederte Enzyklopädie von Isidor von Sevilla, die zwischen 612 und 633 verfasst wurde. Ausführlichere Versionen des Titels lauten:
- Etymologiarum sive originum libri XX („20 Bücher der Etymologien oder Ursprünge“)
- Originum seu etymologiarum libri XX („20 Bücher der Ursprünge oder Etymologien“)

Isidor von Sevilla (ca. 560 bis 636), der „Lehrmeister Spaniens“, versuchte in dieser Enzyklopädie, das gesamte weltliche und geistliche Wissen seiner Zeit aus unterschiedlichsten Vorlagen zusammenzustellen. Die Etymologiae orientieren sich an den sieben freien Künsten, ergänzen diese jedoch um einen Abriss der damals bekannten Weltgeschichte. Außerdem fügte Isidor Angaben zur Etymologie von Wörtern und Namen hinzu. Die Etymologiae wurden zum „Grundbuch des ganzen Mittelalters“ (Ernst Robert Curtius).

## Entstehung
Nach aktuellem Stand der Forschung verfasste Isidor den ersten Teil mit den heutigen Büchern I bis IX sowie Buch X als alphabetischen Anhang während der Regierungszeit von König Sisebut († 621). 633 sandte er die weitgehend abgeschlossene Enzyklopädie an Braulio von Saragossa, von dem wohl die heute bekannte Einteilung in 20 Bücher stammt.

## Inhalt
Der Inhalt wird auf 20 „Bücher“ aufgeteilt, wobei ein solches „Buch“ ungefähr einem heutigen Buchkapitel entspricht:
- Buch 1: Grammatik
- Buch 2: Rhetorik und Dialektik

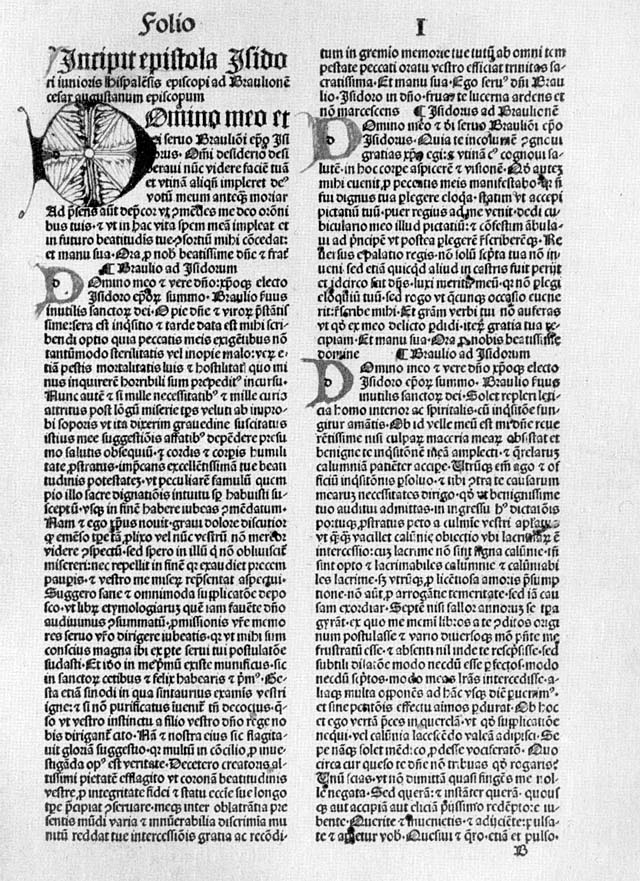
Die Etymologiae in der Ausgabe Basel 1489 (Johann Amerbach)

- Buch 3: Von den vier mathematischen Disziplinen
- Buch 4: Medizin
- Buch 5: Rechtswesen und Zeiteinteilung
- Buch 6: Bücher und Kirchenfeste
- Buch 7: Gott, Engel, Heilige
- Buch 8: Kirche, Sekten, Religionen
- Buch 9: Sprachen, Völker, Reiche
- Buch 10: Wörter, Namen, Begriffe
- Buch 11: Mensch, Monster
- Buch 12: Tiere
- Buch 13: Die Welt und ihre Einteilung
- Buch 14: Die Erde und ihre Einteilung
- Buch 15: Gemeinschaftsleben
- Buch 16: Steine und Metalle
- Buch 17: Von der Landwirtschaft
- Buch 18: Krieg und Spiele
- Buch 19: Handwerk
- Buch 20: Gebrauchsgegenstände

### Buch 2: Von der Rhetorik und der Dialektik
In den Kapiteln I-VIII wird die Rhetorik, die Wissenschaft vom wirkungsvollen Reden in öffentlichen Angelegenheiten (Kap.1), in verschiedener Weise klassifiziert, nach der Funktion (beratend, feierlich, Gerichtsrede (Kap. IV)), nach Art der Darstellung (ehrenwert, erstaunlich, alltäglich, offen, geheimnisvoll (Kap. VIII)), u. a. Die Quelle ist dabei weitgehend Cassiodor, aber auch Marcus Tullius Cicero, der genannt wird. In Kap. IX wird der Syllogismus behandelt, der ein Begriff sowohl der Rhetorik, als auch der Dialektik ist.
Kapitel X bis XXI stellen mehrere Aspekte der Rhetorik dar, wie Lebendigkeit des Vortrags durch Personifikation unbelebter Dinge (Kap. XIII) oder angepasste Stilebene (niedrig, gelassen, glanzvoll, feierlich (Kap. XVII)). Quelle ist dabei De institutio oratoria des Quintilian und mehrere Werke Ciceros. Insbesondere im umfangreichen Kapitel XXI werden zahlreiche Begriffe durch ausführliche Literaturzitate (hauptsächlich aus der Aeneis Vergils) geschmückt.
Im Folgenden definiert Isidor die Dialektik als Unterart der Logik, als Lehre, wie Wahres von Falschem erkannt werden kann (Kap. XXII) und beruft sich dabei auf Aristoteles. Zur näheren Erläuterung wird dazu eine Gesamtdarstellung der Geschichte und Definition der Philosophie angeboten (Kap. XXIV) und einiges aus den Schriften Über die Kategorien (Kap. XXIV) und Über die Deutung (Kap. XXVII) des Aristoteles. Schließlich bietet Isidor in Kapitel XXVIII einen Einblick in die Sätze des kategorischen Syllogismus (Sätze der Art: alles Gerechte ist ehrenhaft, alles Ehrenhafte ist gut, also ist alles Gerechte gut) und des hypothetischen Syllogismus (wenn es Tag ist, ist es hell, es ist aber nicht hell, also ist es nicht Tag). Isidor beruft sich dabei auf Gaius Marius Victorinus, zitiert aber weitgehend Cassiodorus. Ebenfalls auf Marius Victorinus (De definitionibus) gehen die 15 Arten des Definierens in Kapitel XXIX zurück.

### Buch 3: Von den vier mathematischen Disziplinen
Isidor von Sevilla übersetzt mathematica (altgriechisch μάθημα ‚das Gelernte‘, ‚die Wissenschaft‘) mit doctrinis scientia = Lehrwissenschaft. Er definiert vier Disziplinen: Arithmetik = in sich zählbare Mengen, Geometrie = von den Größen und Formen, Musik = über die Zahlen, die in den Tönen enthalten sind und Astronomie = über den Lauf der himmlischen Gestirne. Damit folgt er der Schule des Pythagoras, den er auch als Quelle angibt.

#### Arithmetik
Nach einigen etymologischen Herleitungen von Zahlennamen führt er Definitionen im Bereich der natürlichen Zahlen, der rationalen Zahlen, Fläche und Körper an. Er folgt dabei eng den Institutiones divinarum et saecularium litterarum (Buch II, 3) des Cassiodorus. Wie dieser gibt er als Quelle Nikomachos von Gerasa in der Übersetzung des Boethius (De institutione arithmetica) an. Die Erläuterungen zu par/impar (gerade/ungerade), perfectus (vollkommene Zahl), simplex (Primzahl), superparticularis (Überlegungen zu rationalen Zahlen), superficialis (Annäherung an die Polygonalzahlen) usw. werden inhaltlich, aber über weite Strecken auch wörtlich übernommen. Isidor benutzte aber wahrscheinlich auch andere Werke, so übernimmt er etwa nicht nur die kleinste vollkommene Zahl von Cassiodorus, sondern nennt zwei weitere.

#### Geometrie
Das Kapitel besteht hauptsächlich aus einem geschichtlichen Abriss und der Aufzählung geometrischer Figuren, wie cubus, sphaera, pyramis, die sich zum Teil auch bei Martianus Capella finden.

#### Musik
Isidor von Sevilla steht zwischen der antiken und der christlichen Tradition. Er überliefert die Geschichte von Pythagoras in der Schmiede, aber auch das Harfenspiel des König David (1 Sam 16,23 ).
Die antiken Quellen überwiegen aber bei weitem. Im Lob der Musik klingt platonisches Gedankengut an, das er möglicherweise von Boethius übernommen hat.

„[…] und der Himmel selbst sich unter dem Takt der Harmonie dreht“

„[…] was nicht unrichtig von Plato gesagt worden ist, dass die Weltseele aus einer musikalischen Harmonie bestehe“

Wie Cassiodorus will er die Musik in drei Teilgebiete aufteilen: harmonia, rhythmica und metrica. Er kann aber kein Gesamtbild der Harmonik entwickeln, sondern bringt nur einige Begriffe, wie modulatio, symphonia, genus hypodorius. Die Themen rhythmica und metrica werden entgegen der Ankündigung kaum behandelt, lediglich der knappe Hinweis, dass arsis et thesis (= Hebung und Senkung) wesentliche Bestandteile der Metrik sind, findet sich. Der Autor listet eine beeindruckende Anzahl von Musikinstrumenten mit Beschreibung ihrer Herstellung, Benutzung und Herkunftssagen auf. Er übertrifft dabei Martianus Capella, von dem er die tuba und auch die selten genannte sambuca übernimmt. Das Psalterium Hebraei hingegen kommt aus der Bibel. Den Abschluss bilden Zahlen der Musik. Von den Zahlen 6 und 12 ausgehend werden durch arithmetische Operationen die Zahlen 36, 18, 8, 4, 2 gebildet, die musikalische Intervalle darstellen, etwa 6-12 die Oktave, 6-8 die Quarte. Diese Verbindungslinie zwischen Zahlen und Musik wird allerdings nicht gezogen, so dass der Text unvollständig und undurchdacht wirkt. Die Quelle könnte Martianus Capella oder Boethius sein.

#### Astronomie
Die Aufgabe der Astronomie ist (Buch 3, Kap. XXVIII), zu definieren

“[…] quid sit mundus, quid caelum, quid sphaerae situs […] qui cursus solis et lunae atque astrorum”

„[…] was die Welt, der Himmel, die Lage der Sphaeren ist […] der Lauf von Sonne, Mond, der Sterne“

Isidor von Sevilla kombiniert offensichtlich mehrere Quellen. Dadurch werden einige Gebiete mehrfach behandelt, so die Planeten in Kap. LXVII und Kap. LXXI, 20. Ab Kap. LXXI werden die Sternbilder beschrieben. Als Quellen stehen dabei die zahlreichen lateinischen und griechischen Bücher in der Nachfolge der Phainomena des Aratos von Soloi, insbesondere De Astronomia von Hyginus Mythographus zur Verfügung. Allerdings werden nur wenige, sehr bekannte Sternbilder und Sterne, wie Orion (Sternbild), Plejaden, Sirius aufgenommen. Auch fehlen Lageinformationen und die Auf- und Untergänge. Die Planeten werden mit einem griechischen Namen (Phaeton (Planet), Phaenon. Pyrion, Hesperos, Stilbon) und ihrem lateinischen Namen angeführt. Die Sternbilderfolge des Zodiak ist komplett enthalten, ohne dass der Begriff genannt wird. Anschließend warnt der Autor eindringlich vor jedem Aberglauben (Kap. LXXI, 39):

“[…] per subputationes noxias, quae mathesis dicitur, eventus rerum praescire […] non solum Christianae religionis doctores sed etiam gentilium Plato, Aristoteles damnaverunt”

„[…] durch schädliche Astrologie zukünftiges vorauszusehen wird nicht nur von Christlichen Theologen, sondern auch von Plato und Aristoteles verdammt“

### Buch 4: Medizin (De medicina)
Isidor von Sevilla sammelte das ihm zugängliche medizinische Wissen seiner Zeit. In Kapitel I – IV und im abschließenden Kapitel XIII stellt er die Geschichte der Medizin dar. Auf den mythischen Anfang mit Äskulap folgt Hippokrates von Kos als eigentlicher Begründer. Die medizinischen Schulen der Methodiker und Empiriker (Ärzteschule) werden erwähnt ohne die Namen ihrer Vertreter und ohne die Grundzüge der Lehre.
In Kapitel V entwickelt der Autor eine sehr verkürzte Darstellung der Humoralpathologie des Corpus Hippocraticum. Er könnte sie aus den Schriften des Vindicianus geschöpft haben. Vielfach werden etymologische Herleitungen von Begriffen versucht, die nicht immer überzeugen, wenn etwa sanguis (Blut) mit suavis (süß) in Verbindung gebracht wird.
In den Kapiteln VI bis VIII listet Isidor von Sevilla Krankheiten, meistens nur mit einer Namensherleitung auf, unterteilt in akute und chronische Krankheiten (angelehnt an Caelius Aurelianus) und äußere Krankheiten (angelehnt an Theodorus Priscianus). Bei den akuten Krankheiten erwähnt er abweichend von seinen antiken Quellen die pestilentia (Pest), die ganz und gar nicht ohne den Willen des allmächtigen Gottes entsteht.
Auch in Kapitel IX bezieht sich der Autor auf die christliche Religion und rechtfertigt die Verwendung von Heilmitteln durch 2 Bibelzitate. Die Einteilung der Heilmittel in griechisch: pharmacia, chirurgia und dieta, bzw. lateinisch: medicamina, manum operatio und regula findet sich schon bei Aulus Cornelius Celsus.
Auch aus der Naturalis historia von Plinius dem Älteren entnahm Isidor Inhalte für das vierte Buch seiner Etymologiae.

### Buch 11: Von Menschen und von Monstern
Die Körperteile und Organe des Menschen werden dargestellt. Begonnen wird allerdings mit anima, animus, mens (Geist, Seele, Verstand). Diese Ausführungen finden sich ähnlich beim frühchristlichen Kirchenvater Lactantius (De opificio dei, Kapitel 16-18). Auch der anschließende Gang durch den menschlichen Körper von Sinnesorganen, über Luftröhre, Nieren, Rumpf, Hände etc. bis zum uterus hat dort ein Vorbild. Allerdings zitiert Isidor auch Gaius Iulius Solinus (De mirabilibus mundi) in einem größeren Textstück und zeigt Parallelen zu vielen weiteren antiken und frühchristlichen Texten. Die zahlreichen etymologischen Ausdeutungen beruhen allerdings auch hier auf vagen Wortähnlichkeiten.
In Kapitel II stellt Isidor die Lebensalter des Menschen vom Kleinkindalter bis Greisenalter dar. Hierbei folgt er Augustinus von Hippo (De genesi contra Manicheaes, I,35-41).
In Kapitel III geht Isidor auf die portenta (Missgeburt, Ungeheuer, aber auch Anzeichen, Vorzeichen) ein. Diese seien nicht gegen die Natur, da auch nach göttlichem Willen geschaffen. Möglicherweise hat er hier Gedanken von Augustinus von Hippo übernommen, mit dem er bis in die Wortwahl und die Zitierung Marcus Terentius Varros übereinstimmt. Zu der Auflistung, die nun folgt, von Abweichungen menschlicher Körpergestalt bis zu Fabelwesen (6 Finger an einer Hand, Leber auf der linken Seite, hermaphrodites,  centauri, cyclopes und vieles mehr), findet er ebenfalls Anregungen bei Augustinus, aber auch bei mehreren antiken Autoren. Vieles ist auch den Büchern Plinius des Älteren entnommen.

### Buch 17: Von der Landwirtschaft
Isidor von Sevilla führt als Quellen die bekannten Agrarschriftsteller der Antike an, von Mago über Cato den Älteren, Lucius Iunius Moderatus Columella bis zu Palladius. Allerdings gibt er nicht das dort angehäufte reiche Wissen wieder, sondern begnügt sich mit einer etymologischen Deutung einiger Fachbegriffe und einer Botanik der landwirtschaftlich genutzten Pflanzen. Nach einer Behandlung des Ackerbaus, wobei sich vieles auch bei Plinius dem Älteren findet, wendet er sich in Kapitel V den Weinreben zu. Er zählt etwa 30 Rebsorten auf, wobei er eng Columella folgt, allerdings ohne dessen reiche Angaben zu Anbau und Eigenschaften. Selten sind Bemerkungen wie zur venucula. Bei Columella […] quarum uvae temporibus hiemis durabiles […] ut Vennuculae ut […] Numisianae, bei Isidor von Sevilla durabiles autem per totam hiemen Venuculae et Numisianae, beide: Venucula und Numisiana halten sich durch den ganzen Winter.
In den folgenden Kapiteln listet der Autor eine große Anzahl von Bäumen, Gewürzbäumen und Kräutern auf. Als seine Quellen kommen zahlreiche antike Fachschriftsteller der Botanik und der Agrikultur in Frage, insbesondere Palladius. Er streut auch Zitate lateinischer Dichter ein; mehrmals verweist er auf die Georgica des Vergil. Die Etymologie ist auch in diesem Buch häufig fehlerhaft. So wird etwa die Bezeichnung carica der Feige (VII, 17) auf deren Fruchtreichtum zurückgeführt statt auf ihre Herkunft aus Karien (Kleinasien).

## Rezeption

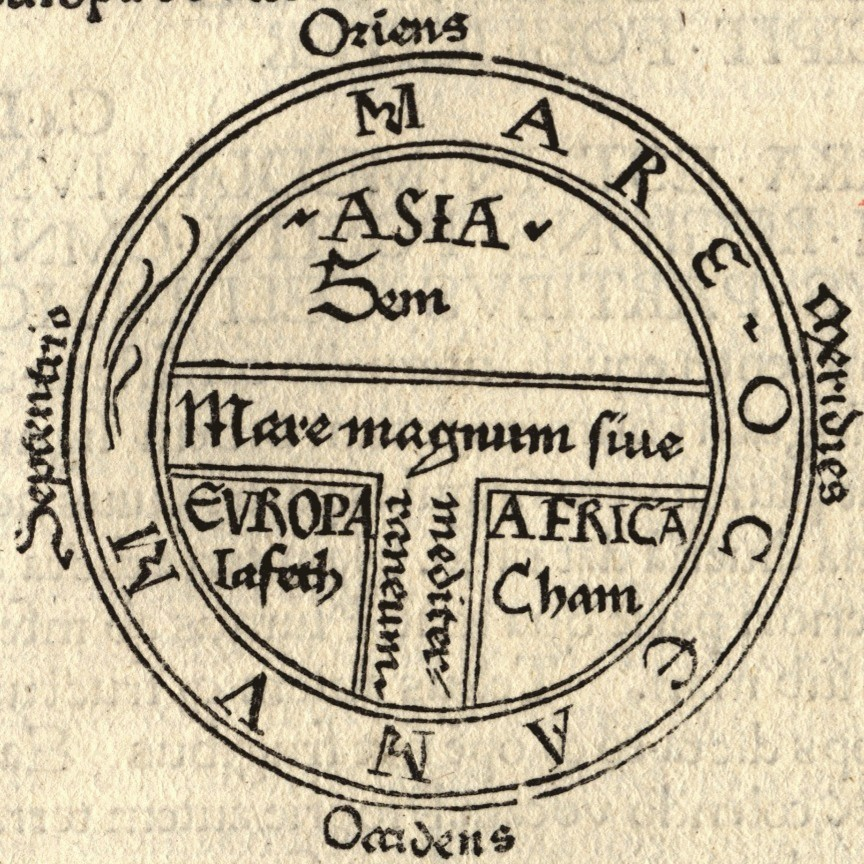
Karte der westlichen Halbkugel, Druck von Günther Zainer, 1472

Das Werk wurde im Mittelalter in Bibliotheken von Klöstern verfügbar gemacht und über Jahrhunderte von Studenten als Standard-Nachschlagewerk genutzt. Beda Venerabilis verwendete die Etymologiae im frühen 8. Jahrhundert ausgiebig für seine naturwissenschaftliche Schrift De natura rerum, ebenso Hrabanus Maurus Mitte des 9. Jahrhunderts für seine Enzyklopädie De universo. Auch für das im 11. Jahrhundert entstandene, anonym verfasste Summarium Heinrici waren die Etymologiae eine wichtige Quelle. Das Summarium wiederum wurde im 12. Jahrhundert unter anderem von Hildegard von Bingen und Herrad von Landsberg verwendet.
Gedruckt wurden die Etymologiae erstmals 1472 in Augsburg von Günther Zainer. Dieser Druck enthält als Illustration zu Isidors Text den ersten Kartendruck des Abendlandes. Die einfache Karte ist im T-O-Stil als Radkarte ausgeführt.
Isidors etymologische Angaben sind nicht als Etymologien im heutigen Sinne zu verstehen. Isidor sucht mit seiner Methode vielmehr „einen Zugang zur Wahrheit der außersprachlichen Welt in der Sprache“. Er folgt damit früheren Werken von Platon, Aristoteles, Varro und Quintilian.
Der Journalist Peter Jones schrieb in einem Zeitungsartikel über Isidor, nach heutigem Wissen seien die meisten der etymologischen Ableitungen Isidors „totaler Unsinn“. Jones beschrieb ansonsten Isidors Enzyklopädie als Vorläufer des Internets. Isidor habe einfach alles Mögliche aus allen möglichen Quellen ungeprüft zusammengestellt, genau wie es heute im Internet geschehe. Es sei daher ganz passend, dass Isidor als Schutzpatron des Internets gelte.

## Gesamt-Ausgaben
- Jacques Paul Migne: Sancti Isidori, Hispalensis Episcopi Opera Omnia, Paris 1850. Nachdruck: Brepols, Turnholti 1969.
- Wallace Martin Lindsay (Hrsg.): Isidori Hispalensis episcopi etymologiarum sive originum, libri XX. 2 Bände. Oxford 1911. (Digitalisat beider Bände im Internet Archive).
- José Oroz Reta, Marcos Manuel-A. Marcos Casquero und Manuel Díaz y Díaz: San Isidoro de Sevilla. Etimologias. Ed., span. Übers. in 2 Bänden, Biblioteca de Autores Cristianos, Madrid 1982/83. 2. Aufl. Madrid 1993/94.
  - Rezensiert von Manfred Bambeck. Romanistisches Jahrbuch, Band 35 (1984). S. 313 f. doi:10.1515/9783112418420-055
- Textkritische Edition in einzelnen Bänden (mit Kommentar/Übersetzung in Französisch, Spanisch oder Englisch):
  - Olga Spevak: Etymologiae I. Les Belles Lettres, Paris 2020.
  - P. K. Marshall: Etymologiae II. Les Belles Lettres, Paris 1983.
  - G. Gasparotto, Jean-Yves Guillaumin: Etymologiae III. Les Belles Lettres, Paris 2009.
  - Etymologiae IV. tba
  - Andrés Santos, V. Yarza Urquiola: Etymologiae V. Les Belles Lettres, Paris 2013.
  - César Chaparro-Gomez: Etymologiae VI. Les Belles Lettres, Paris 2012.
  - Jean-Yves Guillaumin, Pierre Monat: Etymologiae VII. Les Belles Lettres, Paris 2012.
  - Etymologiae VIII. tba
  - Marc Reydellet: Etymologiae IX. Les Belles Lettres, Paris 1984.
  - Carmen Codoner: Étymologies Livre X. Les Belles Lettres, Paris 2023.
  - Fabio Gasti: Etymologiae XI. Les Belles Lettres, Paris 2010.
  - Jacques André: Etymologiae XII. Les Belles Lettres, Paris 1986.
  - G. Gasparotto: Etymologiae XIII. Les Belles Lettres, Paris 2004.
  - Olga Spevak: Etymologiae XIV. Les Belles Lettres, Paris 2011.
  - Jean-Yves Guillaumin: Etymologiae XV. Les Belles Lettres, Paris 2016.
  - José Feans Landeira: Etymologiae XVI. Les Belles Lettres, Paris 2011.
  - Jacques André: Etymologiae XVII. Les Belles Lettres, Paris 1981.
  - J. Canto Llorca: Etymologiae XVIII. Les Belles Lettres, Paris 2007.
  - R. Pantoja Marquez: Etymologiae XIX. Les Belles Lettres, Paris 1995.
  - Jean-Yves Guillaumin: Etymologiae XX. Les Belles Lettres, Paris 2010.

## Übersetzungen
- Lenelotte Möller (Übersetzerin): Die Enzyklopädie des Isidor von Sevilla. Marixverlag, Wiesbaden 2008, ISBN 978-3-86539-177-3 (Rezension).
- Stephen A. Barney, W. J. Lewis, J. A. Beach, Oliver Berghof: The Etymologies of Isidore of Seville. Cambridge University Press, Cambridge 2006; 3. Auflage. Cambridge u. a. 2007.
- Priscilla Throop: Isidore of Seville’s Etymologies: Complete English Translation, 3. Auflage. Charlotte, Vermont 2013.

## Einzelbelege
1. 1 2  Jacques Elfassi: Isidore of Seville and the Etymologies. In:  Andrew Fear, Jamie Wood (Hrsg.) A Companion to Isidore of Seville. Brill, 2020. ISBN 978-90-04-41545-4. S. 245 ff.
2. ↑  Cassiodor: Institutiones divinarum et saecularium litterarum, Buch 2, II
3. ↑  Peter K. Marshall: Isidore ol Seville, Anm. 70-205
4. ↑  Cassiodorus: Institutiones divinarum et saecularium litterarum, Buch 2, II, 12-14
5. ↑  Carl von Prantl: Geschichte der Logik im Abendland, Erster Band, XII. Abschnitt
6. ↑  B.L. van der Waerden: Pythagoreer. In: Paulys Realencyclopädie der classischen Altertumswissenschaft (RE). Band XXIV, Stuttgart 1963, Sp. 277–296.
7. ↑  Martianus Capella: De nuptia Philologiae et Mercurii, Buch IV, 721-722
8. ↑  Boethius: De institutione musica, Buch I, I
9. ↑  Cassiodorus: Institutiones divinarum et saecularium litterarum, Buch 2, V(4)
10. ↑  Martianus Capella: De nuptiis Philologiae et Mercurii, Buch IX, 924
11. ↑  Martianus Capella: De nuptiis Philologiae et Mercurii, Buch VII, 736
12. ↑  Boethius: De institutione musica, Buch I, I
13. ↑  Vgl. auch Otto Probst: Isidors Schrift „de medicina“ (= Etymol. lib. IV.) In: Archiv für Geschichte der Medizin. Band 8, 1915, S. 22–38.
14. ↑  Vgl. auch Jean P. Migne (Hrsg.): Isidor von Sevilla, „Origines sive Etymologiae“, Buch IV „De Medicina“ (= Patrologiae Cursus Completus, Series Latina. Band 82). Paris 1878, Sp. 183–198.
15. ↑  Lenelotte Müller: Die Enzyklopädie des Isidor von Sevilla, Einleitung, S. 13 und Anmerkungen
16. ↑  Jacques Paul Migne: Sancti Isidori, Hispalensis Episcopi Opera Omnia, Etymologiarum Lib. IV, Fußnoten
17. ↑  Celsus: Prooemium, 9
18. ↑  Samuel Brandt: L. Caeli Firmiani Lactanti Opera omnia, Fußnoten
19. ↑  Jacques Paul Migne: Sancti Isidori, Hispalensis Episcopi Opera Omnia, Etymologiarum Lib. XI, Fußnoten
20. ↑  Karl Ernst Georges: Ausführliches lateinisch-deutsches Handwörterbuch
21. ↑  Augustinus: De civitate Dei, XXI,8
22. ↑  Augustinus: De civitate Dei, XVI,8
23. ↑  Aulus Gellius: Noctes Atticae, IX,4
24. ↑  Jacques Paul Migne: Sancti Isidori, Hispalensis Episcopi Opera Omnia, Etymologiarum Lib. XVII, Fußnoten
25. ↑  Columella: Res rustica, 3. Buch, 2
26. ↑  Lenelotte Möller: Die Enzyklopädie des Isidor von Seville, S. 622
27. ↑  Udo Kindermann: Isidor von Sevilla (560 - 636 n. Chr.). Sachen, Wörter und eine Denkform fürs Mittelalter. In: Wolfram Ax (Hrsg.): Lateinische Lehrer Europas. Fünfzehn Portraits von Varro bis Erasmus von Rotterdam. Böhlau, Köln u. a. 2005. Seite 273 ff.
28. ↑  Laura Carlson: Adoption, Adaptation, & Authority: The Use of Isidore in the Opus Caroli. In: Andrew Fear, Jamie Wood (Hrsg.): Isidore of Seville and his Reception in the Early Middle Ages: Transmitting and Transforming Knowledge. Amsterdam University Press, 2016. S. 218
29. ↑  Peter Jones: Patron saint of the internet. In: The Daily Telegraph, 27. August 2006.
30. ↑  Vgl. Felix Neumann: Isidor von Sevilla – Patron des Internets auf katholisch.de, 4. April 2019.